# Caso Filesa
El caso Filesa fue un caso de corrupción consistente en la creación de una trama de empresas (Filesa, Malesa y Time-Export), cuyo fin era la financiación ilegal del Partido Socialista Obrero Español, para hacer frente a los gastos originados por las campañas electorales del año 1989. Todos estos hechos fueron establecidos como probados por la Judicatura, como consecuencia de la querella presentada por la acusación que dirigió el abogado del Partido Popular Juan Ramón Montero.
Esta financiación ilegal consistía en inflar contratos públicos para recibir la comisión correspondiente. Muchos de los cargos fueron retirados porque en el momento de los supuestos hechos delictivos no existía el delito tipificado como "financiación irregular" de los partidos políticos.[cita requerida]

## Investigación
Fue realizada por Marino Barbero Santos, magistrado del Tribunal Supremo. El 5 de mayo de 1995, el juez instructor del “caso Filesa” dictó auto de conclusión del sumario contra 39 personas, imputadas por los presuntos delitos de falsedad en documento mercantil, fiscal, malversación de fondos públicos, apropiación indebida, falsedad en documento público, delito monetario, tráfico de influencias y asociación ilícita. De la investigación se desglosó posteriormente el Caso Ave ambos seguidos como consecuencia de la misma querella.

## Juicio
Comenzó en 1997, con el número de acusados rebajado a 12 (José María Sala y Grisó, Carlos Navarro Gómez, Luis Oliveró Capellades, Alberto Flores Valencia, Aida Álvarez Álvarez, Miguel Guillermo Molledo Martín, Luis Sánchez Marcos, Francisco Javier Iglesias Díaz, Julio Calleja González-Camino, Juan Antonio Molina Vivas, Eugenio García Mansilla y Diego Ramos Ramos) por los delitos de falsedad en documento mercantil, asociación ilícita, fiscal y apropiación indebida, entre otros.
La sentencia se dictó el 28 de octubre de 1997, después de que el instructor inicial rechazara el caso para dejarlo en manos de Enrique Bacigalupo. José María Sala, condenado a tres años de prisión cumplió solo dos de sentencia, al suspenderla el Tribunal Constitucional.

## Importes defraudados
En Filesa quedó acreditada la financiación irregular del PSOE nacional con más de 1.200 millones de pesetas obtenidos de forma ilegal (7,21 millones de euros de 1990), equivalentes a 15,6 millones de euros en julio de 2020.

## Condenados
Durante la instrucción del caso Filesa, el magistrado Marino Barbero llegó a imputar a 50 personas. De ellas, solo 12 se sentaron en el banquillo de los acusados por decisión del Supremo. Quedó fuera uno de los políticos, el ex responsable de finanzas del PSOE Guillermo Galeote. Al final hubo ocho condenas (de prisión) y tres de ellas lo fueron para cargos o ex cargos socialistas:
- El entonces senador Josep Maria Sala.
- El exdiputado del PSC Carlos Navarro.
- La ex coordinadora de finanzas del partido Aída Álvarez Álvarez, condena de dos años, cuatro meses y un día.[1]